# Brackettville
Brackettville ist die größte Stadt und Verwaltungssitz (County Seat) des an der Mexikanisch-Amerikanischen Grenze liegenden Kinney County in Texas. Als Raststelle für Händler wuchs die 1852 gegründete Siedlung während ihrer Blütezeit in den 1940er Jahren zu einer Stadt von mehr als 3.000 Einwohnern an.

## Geographie
Brackettville liegt sechs Meilen südlich der Las Moras Mountain in der Nähe der ergiebigen Las Moras Springs. In der Nähe verläuft der U.S. Highway 90.

## Geschichte

### 20. Jahrhundert
Falls eine Erlaubnis bestand, das Material gemäß den Bestimmungen der Lizenz Creative-Commons-Lizenz Namensnennung – Weitergabe unter gleichen Bedingungen 4.0 zu nutzen, oder du selbst der Urheber des Textes in der unten angeführten Quelle bist, sende bitte eine vollständig ausgefüllte Freigabeerklärung unter Verwendung deines Realnamens und der Angabe, um welchen Artikel es geht, an die Adresse permissions-dewikimedia.org per E-Mail.
Wenn du den Rechteinhaber nachträglich um Erlaubnis bitten willst, kannst du diese Textvorlage dafür benutzen.
Nach Bearbeitung durch das Wikipedia-Support-Team wird die Freigabe auf der Diskussionsseite dokumentiert und der Text wiederhergestellt. 
Fragen bitte an: Urheberrechtsfragen
Herkunft: https://www.tshaonline.org/handbook/entries/brackettville-tx --Alossola (Diskussion) 22:47, 7. Aug. 2025 (CEST)
(siehe auch: Rassentrennung).

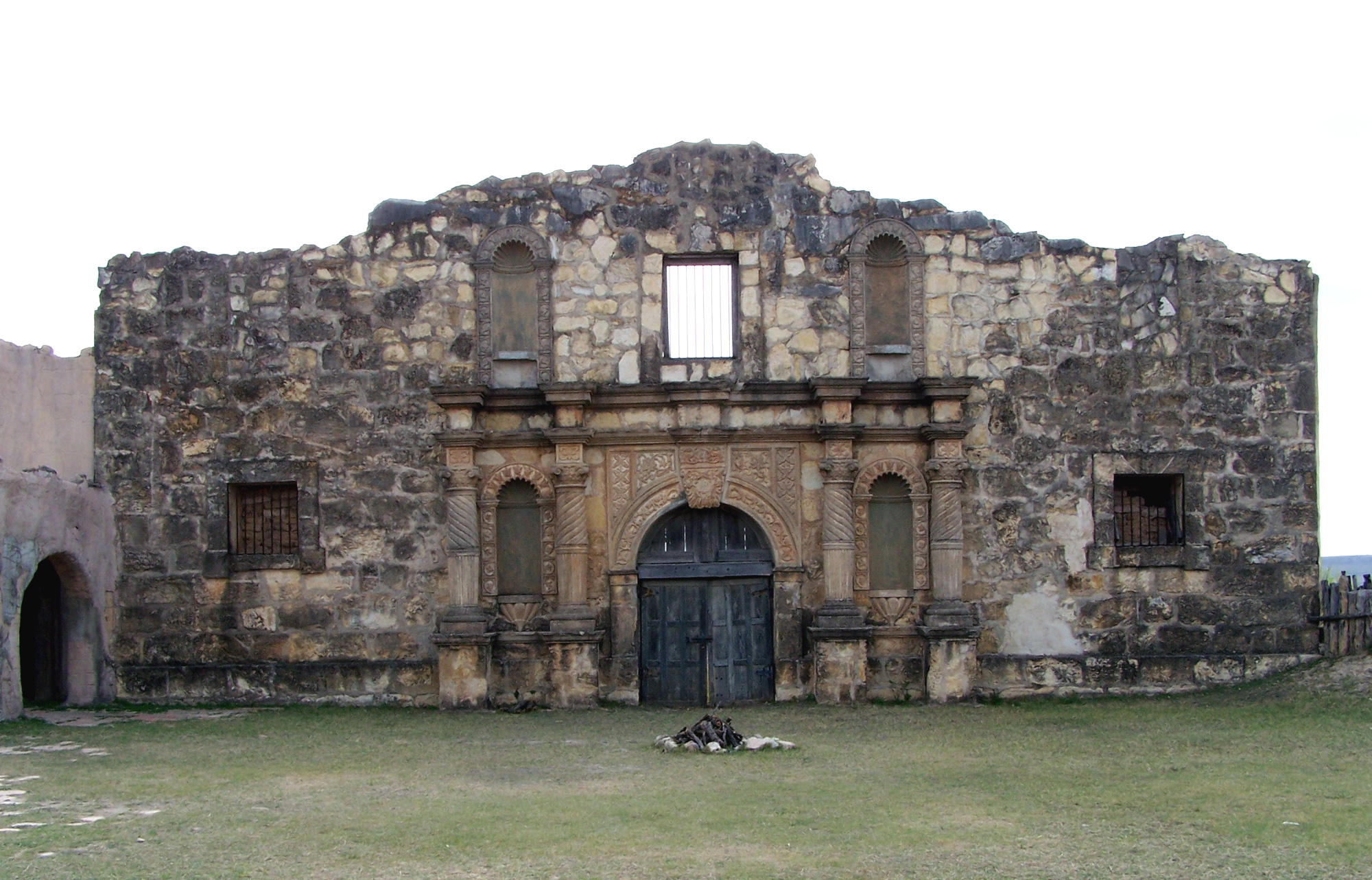
Die im Film Alamo (1960) verwendete Replik des Fort Alamo in San Antonio

Alamo Village, eine Nachbildung des Fort Alamo, wurde für The Alamo mit John Wayne (1960) erbaut und in mehreren weiteren Filmen verwendet.